# Laxton's Blackbird
Laxton's Blackbird es una variedad cultivar de ciruelo (Prunus domestica), de las denominadas ciruelas europeas,
una variedad de ciruela obtenida del cruce de 'Czar' x 'Curlew' por "Laxton Bros. Ltd.", Bedford en 1911.
Las frutas tienen un tamaño medio a grande, color de piel púrpura azulado, puede presentar manchas pardas irregulares de "russetting"/"ruginoso" variables, y pulpa de color amarillo ambarina oscura, con una textura firme, jugosa, y un sabor subácido, poco dulce.

## Historia
'Laxton's Blackbird' es una variedad inglesa, obtenida del cruce de "Parental Madre" 'Czar' x 'Curlew' por su polen como "Parental Padre", en 1911 por "Laxton Bros. Ltd.", Bedford Inglaterra (Reino Unido). Fue enviado por ellos a Wisley en 1915. Le fue otorgado el "Premio al Mérito" por la Royal Horticultural Society en 1911.
'Laxton's Blackbird' está cultivada en diversos bancos de germoplasma de cultivos vivos, tales como en National Fruit Collection (Colección Nacional de Fruta) de Reino Unido con el número de accesión: 1915-104 y Nombre Accesión : Blackbird. Fue introducida en el "Probatorio Nacional de Fruta" para evaluar sus características en 1915 procedente de Wisley.

## Características
'Laxton's Blackbird' árbol con una copa abierta y ancha. Autofértil, tiene un tiempo de floración que comienza a partir del 11 de abril con el 10% de floración, para el 15 de abril tiene una floración completa (80%), y para el 26 de abril tiene un 90% de caída de pétalos.
'Laxton's Blackbird' tiene una talla de tamaño medio a grande (peso promedio 28,00 gr), de forma oval, con la sutura bien perceptible; epidermis recubierta de pruina muy abundante, espesa, blanquecina, pubescencia muy abundante por casi todo el fruto, pero sobre todo en el polo pistilar, la piel con color púrpura azulado, puede presentar manchas pardas irregulares de "russetting"/"ruginoso" variables de unas a otras en tamaño, punteado lenticelar abundante muy menudo; Pedúnculo de longitud corto o mediano (promedio de 14,25mm), fuerte, muy pubescente, casi tomentoso, ubicado en una cavidad del pedúnculo de anchura mediana y poca profundidad, medianamente rebajada en la sutura, y menos y más suavemente en el lado opuesto;pulpa de color amarillo ambarina oscura, con una textura firme, jugosa, y un sabor subácido, poco dulce.
Hueso semi libre, rara vez libre, de tamaño mediano, elíptico, con ligera cresta ventral, con surco dorsal profundo y ancho; surcos laterales poco acusados, y las caras laterales semi-lisas en parte central, rugosas o escabrosas en zona pistilar y con bastantes orificios junto a zona dorsal.
Su tiempo de recogida de cosecha se inicia en su maduración de la segunda y tercera decena de agosto.

## Usos
La ciruela 'Laxton's Blackbird' tienen numerosas aplicaciones en usos culinarios.